# Русско-прусская объединённая армия 1813 года
Русско-прусская объединённая армия 1813 года была создана путём объединения вооружённых сил Российской империи и Пруссии. В основу создания легли положения  Калишского союзного договора, заключённого между государствами 28 февраля 1813 года. Согласно статьям договора, стороны должны были определить точные силы для немедленного задействования. Для согласования плана кампании и военных операций прусская сторона обязалась назначить штаб-офицера в Главную квартиру Императора Александра I. Со дня ратификации договора все части прусской армии должны были приступить к совместным действиям с частями Русской императорской армии. Сформированная союзная армия участвовала в войне шестой коалиции против Великой армии Наполеона I в 1813 году.

## Предыстория создания
К концу декабря 1812 года Великая армия Наполеона была максимально ослаблена и фактически перестала существовать. Число боеспособных солдат Великой армии Наполеона при вторжении в Россию (без учёта численности левого и правого флангов армии Наполеона) составляло около 500 тыс. человек.  Число боеспособных солдат, покинувших пределы Российской Империи, составило около 400 человек пехоты Старой гвардии и 600 кавалерии.  Прочие остатки армии Наполеона продолжали отступать через Вилковишки на  Губинен и далее рассеивались по Пруссии. 19 декабря  Мюрат с отрядом Старой гвардии прибыл в Кёнигсберг.
Многие русские государственные деятели (канцлер Н. П. Румянцев, генерал-фельдмаршал М. И. Кутузов) полагали, что настало время для заключения с Наполеоном мира на выгодных для России условиях. Считали, что понесённые убытки могли быть компенсированы за счёт присоединения к России части территорий Пруссии (до Вислы). Продолжение военных действий необходимо было прекратить, так как армия была ослаблена тяжёлыми переходами и находилась на территории, разорённой войной. Однако, Александр I был убеждён, что «всякий мир с Наполеоном был не что иное, как более или менее кратковременное перемирие». Последний мог легко возместить урон и восстановить армию. Изучив опыт неудачного похода, он при новом вторжении действовал бы более осмотрительно. Необходимо было окончательно разбить Наполеона и восстановить в Европе баланс сил. Александр I считал, что «нельзя терять ни секунды в столь решающий момент, когда Наполеон максимально ослаблен», а авторитет России в Европе несказанно высок. Русские войска должны «устремиться в Германию для того чтобы установить контроль над как можно большей частью её территории и привлечь Пруссию и Австрию на сторону России». 
В декабре 1812 года генерал-губернатор Риги маркиз Паулуччи сделал предложение командиру прусского корпуса генерал-лейтенанту Йорку принять нейтралитет и не препятствовать продвижению русской армии. Корпус находился в составе левого фланга наполеоновской армии под командованием  маршала  Макдональда и оказался изолированным. 30 декабря 1812 года в городе Таураге Йорк и генерал русской армии Дибич подписали конвенцию, согласно которой прусский корпус Йорка объявлялся нейтральным и более не препятствовал операциям русской армии. 
Узнав об измене Йорка, Мюрат спешным образом отступил за Вислу. Восточная Пруссия и все прочие прусские земли к востоку от Вислы оказались под контролем русских. Получив известие о Тауронгенском соглашении, Фридрих Вильгельм III публично заявил о денонсации конвенции и направил Наполеону заверение о неизменной лояльности.

## Основа создания
В январе 1813 года Фридрих Вильгельм III перешёл к дипломатическим «манёврам». Он направил своего военного советника полковника К. Ф. Кнезебека сначала в Вену, а затем к Александру с целью заключения с Россией оборонительно-наступательного союза. Союзный договор был подписан с прусской стороны 27 февраля в Бреслау канцлером бароном К. А. фон Гарденбергом и с русской стороны 28 февраля в польском городе Калише генерал-фельдмаршалом М. И. Кутузовым. Калишский союзный договор явился основой создания объединённой русско-прусской армии. Согласно трактату, стороны договорились определить точные силы для немедленного задействования. Александр I обязался выставить армию численностью в 150 тысяч человек. Все части прусских армий должны были приступить к совместным действиям с частями русской армии с момента ратификации договора. Стороны договорились немедленно утвердить план действий. Фридрих Вильгельм обязался направить штаб-офицера в главную квартиру Александра, который должен был постоянно состоять при ней. Александр I и Фридрих Вильгельм III договорились прилагать «все свои старания к тому, чтобы склонить Венский двор присоединиться возможно скорее к их делу».

## План действий
К концу апреля 1813 года Наполеон собрал во Франции свежую армию и повёл её к Лейпцигу. Новая армия насчитывала более 200 тыс. человек. Основной недостаток армии состоял в нехватке кавалерии: в России было потеряно 175 тыс. лошадей. Франция была бедна лошадьми. Конные заводы в Польше и северо-восточной Германии были потеряны. Попытки приобрести лошадей у австрийцев были отклонены. Командованию объединённой армии необходимо было выработать стратегию, которая смогла бы максимально возможно задержать наступление Наполеона и выиграть время для принятия Австрией решения о присоединении к коалиции. План действий был выработан командующим объединённой армией фельдмаршалом М. И. Кутузовым и Г. Шарнхорстом в Главном штабе и одобрен монархами. Предусматривалось разделение объединённой армии на две части: левая часть под командованием Блюхера должна была вести наступление на юго-запад Саксонии. Правая часть под командованием генерала от кавалерии графа П. Х. Витгенштейна должна была наступать на Берлин. Численность левой части объединённой армии составляла 40 тыс. человек (27 тыс. прусских солдат и русский авангард численностью 13 тыс. под командованием генерал-лейтенанта Ф. Ф. Винцингероде). Правой части — 50 тыс. чел. (20 тыс. русских и корпус Йорка — 30 тыс. прусских солдат). Главная причина разделения: опасение возможного обхода Наполеоном. Кутузов опасался разделения. Он старался привлечь внимание офицеров штаба к южному направлению (к линии Эрфурт-Лейпциг-Дрезден), на котором концентрировались основные силы наполеоновской армии. Однако, Витгенштейн и часть высшего генералитета Пруссии считали, что необходимо одновременно действовать как на юге Саксонии, так и защищать Берлин. Резервов не хватало. У Наполеона появлялась возможность поочерёдно разбить сначала армию союзников на юге Саксонии, а затем объединённый корпус Витгенштейна в Пруссии. Это была главная проблема Главного штаба союзной армии весной 1813 года. Предложенная офицерами штаба оборонительная стратегия не давала преимущества: встав на Эльбе, союзники подарили бы Наполеону дополнительное время на сосредоточение. По мнению К. Клаузевица, атаковать Э. де Богарне при Магдебурге также не имело смысла: вице-король в случае соприкосновения с противником отступил бы и увёл силы союзной армии с ключевой линии боевых действий Лейпциг-Дрезден. Кампания 1813 года началась на значительном удалении к западу от Эльбы благодаря блестящим действиям мобильных «летучих» отрядов Чернышёва, Воронцова, Ф. К. Теттенборна, Бенкендорфа. 27 марта Ф. Ф. Винцингероде занял Дрезден. Русско-прусская объединённая армия рассредоточилась по территории Саксонии и двинулась к Лейпцигу. К. Клаузевиц считал верной наступательную стратегию союзников на линии Дрезден-Лейпциг, с тем чтобы дать сражение Наполеону близ Лейпцига. Неожиданность, большое количество ветеранов в рядах войск союзников и превосходство в кавалерии давали «некоторую надежду на победу, но не более того».

## Состав армии (начало весенней кампании 1813 года)
Командующий — генерал-фельдмаршал Кутузов Михаил Илларионович. Начальник штаба князь Волконский Пётр Михайлович.

### Левая часть
Командующий генерал Блюхер, Начальник штаба генерал-лейтенант Шарнхорст, Генерал-квартирмейстер генерал-майор Гнейзенау.
Состав:
- Корпус генерал-адъютанта Винцингероде.
  - корпус генерал-майора Ланского — 4000 чел.
  - Кавалерийский корпус генерал-майора Трубецкого — 3500 чел.
  - 2 пехотный корпус генерал-лейтенанта принца Евгения Вюртембергского — 6200 чел.
- Бранденбургская бригада генерала Редера — 9350 чел.
- Нижне-Силезская бригада полковника Клюкса — 6500 чел.
- Верхне-Силезская бригада генерал-майора Цитена — 7300 чел.
- Резервная кавалерия полковника Дольфса — 3680 чел.
- Резервная артиллерия полковника Брауна — 714 чел.

Всего: 40 000 чел.

### Правая часть
Командующий граф Витгенштейн, Начальник штаба генерал-майор Довре.
Состав:
- Авангард генерал-майора Репнина и корпус генерал-лейтенанта Берга — 14 000 чел.
- Летучие отряды генерал-адъютанта Чернышёва, генерал-майора Бенкендорфа, полковника Теттенборна — 5000 чел.
- Корпус генерал-лейтенанта Йорка — 13 452 чел.
- Корпус генерал-лейтенанта Бюлова — 11 502 чел.
- Померанская бригада генерал-майора Борстеля — 5429 чел.

Всего: 50 000 чел.

## Формирование резервов
Прусские резервы (численностью около 250 тыс. чел.) формировались в четырёх областях Пруссии: в Восточной — под руководством Йорка; в Западной — под руководством Бюлова; в Померании — под начальством Борстеля; в Силезии (наибольшая часть) — под начальством Блюхера. В феврале — марте 1813 года из районов формирования для действующей армии были подготовлены 100 000 человек. Резервы прусских войск формировались на территории Пруссии в непосредственной близости от театра военных действий, резервы русских войск доставлялись из центральной России к местам формирования за тысячи километров.
Резервная армия была учреждена 1 марта 1813 года Александром I под командованием генерала от инфантерии князя Лобанова-Ростовского. Район дислокации: Гродно, Лида, Минск, Слуцк, Пинск, Ковель, Люблин, Остроленка, Щучин. Снабжение осуществлялось по военным дорогам. Управление военными дорогами осуществлял генерал-интендант армии. На дорогах через каждые 14 верст устраивались станции. Станции комплектовались провожатыми, конной тягой, подводами. На станциях содержалось в среднем около 1 200 лошадей, из которых «попеременно» использовалась 1/6 часть. Оборудовались помещения для содержания отрядов: обеспечивалось питание, медицинское обслуживание. На дорогах устраивались магазины. Запрещалось перемещение «больших отрядов» кавалерии. Для них учреждались «особые дороги». К началу 1800 года в России действовало «250 частных конных заводов». Они поставляли на возмездной основе лошадей для «большей части кирасирских» и драгунских полков.
Основную тяжесть по доставке отрядов (партий) рекрутов несли партионные офицеры. В процессе длительных маршей они обучали рекрутов. Главной задачей было доставить рекрутов здоровыми: потери из-за болезней и истощения составляли до 30 процентов от партии. К примеру, рекруты-новобранцы начали затяжной марш (более 1 700 км) в декабре 1812 года от Нижнего Новгорода через Белицу и прибывали к месту дислокации в середине марта. 8 июня 1813 года Александр I проводил смотр резервистов, прибывших из Петербурга и Ярославля и находившихся на марше три месяца. Британский представитель Роберт Вильсон вспоминал, что император был поражён внешним видом пехотинцев и кавалерии, «их материальная часть выглядели так словно они только что покинули казармы для участия в параде», всадники и лошади «выглядели столь же свежими». Он отмечал, что «если бы английские батальоны прошли одну десятую часть такой же дистанции, они бы хромали в течение» несколько недель и снаряжение оказалось бы в плачевном состоянии.
Армия была сформирована 25 мая 1813 года высочайшим приказом № 192 императора Александра I численностью 120 000 человек. Командующим армией был назначен генерал от кавалерии, барон Беннигсен Л. Л.. Состав: корпус генерала Дохтурова (40 000 чел.) — располагался около Модлина, Варшавы и Замостья, корпус ополчения графа Толстого (49 000 чел.) — располагался между городами Ковель, Хелм, Ярославец, Рыльц, Радивилов и Луцк. Дополнительно из Резервной армии были выделены (29 000 чел.). В состав армии вошла артиллерия (252 орудия) под командованием инспектора барона Меллера-Закомельского.
К 14 апреля 1815 года Резервная армия достигла «небывалой мощи», её численность составила 325 000 человек.

## Сражения и войсковые операции
С расчётом на готовность жителей Германии восстать против захватчиков, а также с целью дезорганизации тыла армии Наполеона, за Эльбу, в глубокий тыл захватчиков, выдвинулись мобильные отряды союзной армии Воронцова, Чернышёва, Дернберга, Бенкендорфа, Теттенборна, Лютцова («чёрная дружина»), Коломба.

### Действия отрядов Воронцова, Чернышёва, Бенкендорфа,Теттенборна
10 февраля отряд Воронцова при Рогазене и 12 февраля отряд Чернышёва при Цирке нанесли поражение подразделениям армии Наполеона. Наступление передовых частей русских войск создало угрозу окружения французской группировки у Познани и вынудило вице-короля Эжена де Богарне ускоренно отступить за Одер.
17 февраля отряды Теттенборна, Чернышёва переправились на левую сторону Одера и 21 февраля атаковали берлинский гарнизон. В результате организованного нападения отряды взяли под контроль пути к Берлину и способствовали осуществлению бескровного освобождения столицы Пруссии войсками русско-прусской объединённой армии.

### Освобождение Берлина
3 марта войска авангарда армии Витгенштейна под командованием Репнина подошли к Берлину. Вице-король Эжен де Богарне, получив известие о движении союзных войск к Берлину в ночь на 4-е марта выдвинул свои силы из столицы Пруссии на виттенбергскую дорогу. Оборонять Берлин было невозможно, «как по топографическим свойствам местности», так и по соображениям острого неприятия горожанами французов. 4 марта в 6 часов утра отряд Чернышёва вошёл в город. Следом за ним — авангард Репнина. 11 марта союзные войска Петра Витгенштейна триумфально вступили в Берлин. На улицах не умолкало ликование: «Да здравствует Александр! Да здравствует наш избавитель!». 17 марта в Берлин торжественно вступил корпус Йорка. Было объявлено воззвание короля Фридриха Вильгельма III «К моему народу», «К моим войскам» и сделаны распоряжения к повсеместному формированию ландвера (народного ополчения). Изгнание французов из Берлина подняло на невиданную высоту морально-психологическое состояние немецкого народа в борьбе с завоевателем.
18 марта небольшой отряд Теттенборна вступил в Гамбург. Освобождение Гамбурга произвело «всеобщий восторг в Пруссии». 21 марта Бенкендорф с небольшим отрядом при поддержке жителей города занял Любек.

### Сражения
Горожане Бремена, Люнебурга, также были готовы к восстанию. 1 апреля, с целью «удержания в повиновении» жителей, французский генерал Моран занял Люнебург, «посадил в тюрьму множество горожан» и планировал 2 апреля расстрелять 50 человек.
Дернберг и Чернышёв, получив на марше у Данненберга известие о репрессиях, решили уничтожить французских карателей. Утром 2 апреля русско-прусские отряды подошли к Люнебургу и атаковали гарнизон. Французы были разбиты. Генерал Моран смертельно ранен. В ходе сражения было продемонстрировано взаимодействие русско-прусских частей, храбрость солдат и выучка офицеров. Действия отрядов Чернышёва, Дернберга, Бенкендорфа, Теттенборна явились крупным успехом союзного генерального штаба: 40 тыс. французских войск маршала Даву были связаны в Северной Германии. Эти силы, находясь в Саксонии, могли бы изменить ход событий.
Однако, 3 апреля отряды союзной армии были вынуждены переправиться обратно за Эльбу к Бойценбургу, не в силах противостоять Даву. По прибытии отрядов, император Александр I обязал генерал-лейтенанта графа Вальмодена «сосредоточить в одном лице воинскую власть в Северной Германии». Все воинские части, как вновь формируемые (ганзейские, ганноверские, мекленбургские), так и действующие, в том числе отряды Чернышёва, Дернберга, Бенкендорфа, Теттенборна, Лютцова были подчинены Вальмодену.
28 марта Витгенштейн выступил из Берлина с намерением соединиться с армией Блюхера: двигаться на Гросенхайн и переправиться через Эльбу между Мейсеном и Торгау. 3 апреля армия Блюхера достигла Дрездена и расположилась по линии Борна — Цвиккау. Вице-король получил от Наполеона приказ «препятствовать соединению армий Витгенштейна и Блюхера». Выполняя приказ, Богарне, с целью отвлечь внимание Витгенштейна от движения в сторону Лейпцига, сконцентрировал войска перед Магдебургом на правом берегу Эльбы. Корпуса союзной армии находились на марше и были растянуты от Цербста до Циезара. Однако, 5 апреля Витгенштейн решительно атаковал войска вице-короля на фронте 7 вёрст и отбросил последние к линии Штасфурт — Ашерслебен. Это было первое кровопролитное боестолкновение частей русско-прусской армии с французами. Победа в сражении «поселила в прусских войсках доверие к себе и к начальникам своим».
Население средней Германии радостно встретило появление союзных войск — всюду желали успехов. Однако, население не вооружалось:
 хладнокровно ожидая, чем кончится война, поднятая Александром I, за независимость Германии.
По мнению барона  Штейна  «большая часть народа Саксонии была предана своему королю, привязана к своему имуществу» и для них порабощение, все  бедствия отечества были менее тягостны, чем восстание против поработителя. В случае восстания саксонцев подданные  короля вестфальского возможно  последовали бы их примеру и  военные действия открылись бы не на Эльбе, а на Рейне. Богданович писал, что Наполеон мог удержаться в Германии «не иначе как, занимая Саксонию и располагаясь на Эльбе».  Потеря этой позиции неминуемо повлекли бы отступление французской армии за Рейн и распад Рейнского союза.  Наполеон благосклонно относился к королю Саксонии и данное обстоятельство «совершенно покоряло Фридриха Августа». Вторжение русских войск в Пруссию, падение Берлина «встревожило» короля. Поставило перед ним задачу «о необходимости принять какую-либо сторону». Однако, в течение двух месяцев «король не принял никакого решения» и занял «неопределенную» позицию. 10 апреля войска Витгенштейна (корпуса Йорка и Берга) переправились через Эльбу у Рослау и расположились на линии Дессау — Кётен. 
С целью обеспечения тыла,  Витгенштейн решил вступить в переговоры с саксонским  генералом Тильманом.  Генерал соглашался с важностью общего дела по освобождению Германии. Однако,  связанный присягой Королю Саксонии Фридриху Августу, отказался сдать город-крепость Торгау и присоединить свои войска к союзным.  Король Фридрих Август приказал Тильману «не пускать в Торгау ни французов, ни их противников».
В Силезии ситуация была иной. Правительство Пруссии делало «все возможное для решительной борьбы за возвращение независимости и находило пламенный отголосок в сердцах подданных»: повсеместно создавалось народное ополчение (конный и пеший ландвер). Мужчин, не вошедших в регулярную армию и ландвер, поголовно вооружали. Шла подготовка к упорнейшей народной войне. Наполеон жаждал побед и накапливал силы между Вюрцбургом и Эрфуртом. Бонапарт заявлял:
 Дом Гогенцоллерский недостоин обладать престолом; прусская монархия распадется на части: Восточная и Западная Пруссии отойдут к Польше, Силезия отойдет к Австрии, прочие области присоединяться к Вестфальскому Королевству.
На фоне заявлений Наполеона, поляки ожидали прибытия новой французской армии и готовились к «поголовному» восстанию против русских и прусских войск. Кутузов, опасаясь обхода Наполеоном левого фланга союзных войск у Хофа, приказал Витгенштейну и Блюхеру сосредоточить силы на линии Борна — Хемниц. Возможный манёвр обхода, как полагал Кутузов, позволял Наполеону занять Дрезден и быстро двинуться на Герцогство Варшавское. Фельдмаршал приказал Витгенштейну не обращать внимание на попытки вице-короля атаковать Берлин и даже предложил пожертвовать столицей Пруссии. Корпусу Милорадовича (11 500 чел.) было приказано покинуть расположение Главной армии (войска при Главной квартире Императора Александра I) и следовать к Фрайбергу и Носсену для усиления союзной армии. Это были последние приказы прославленного полководца перед своей смертью.
Сражение при Мёккерне отвлекло французов и позволило инженерным частям армии Витгенштейна устроить переправу через Эльбу у Рослау. 25 апреля войска Витгенштейна, форсировав Эльбу, расположились на линии Дессау — Кётен, вступив в соприкосновение с войсками Винцингероде и Блюхера. Бюлов расположил свой штаб в Дессау. В это же время, союзные войска Клейста вынуждены были уступить французам Галле и отойти к Лейпцигу. Узнав новость, Бюлов решил «выбить неприятеля из Галле». Гарнизон города под командованием Рошамбо состоял из войск 4 дивизии, 5-го корпуса Лористона, нескольких маршевых батальонов, а также имел 4 орудия. 2 мая, одновременно с началом «большого сражении на равнинах Люцена», к 5 часам утра войска подошли к Галле. После часовой передышки начался штурм города. Сам Бюлов возглавил атаку и к 9 часам французы были вытеснены из города на дорогу к Мерзебургу. Кавалерия преследовала французов и нанесла большой урон. Потери неприятеля составили 400 чел. пленными, примерно 400 чел. убитыми и раненными. Потери в отряде Бюлова — 150 чел. убитыми и ранеными. 5 мая Бюлов, понимая что сражение при Лютцене проиграно, двинулся к Дессау. Поступили сведения о прибытии войск Клода-Виктора Перрена и Себастьяни на нижнюю Заалу и о движении Нея и Лористона от Лепцига к Торгау. Неприятель угрожал отрезать корпус Бюлова от Берлина. 8 мая Король, с целью защиты Берлина, назначил Бюлова «главным начальником прусских войск». 17 мая Бюлов подошёл к Требину и для защиты путей к Берлину расположил авангарды у Трейенбрицена, Люккенвальде и Барута.
К 17 мая корпус Бюлова состоял из ландвера, 6 бригад (5 прусских и 1 русской). Всего 25 000 чел. и 76 орудий. По замыслу Бюлова, собранные войска должны были эффективно противостоять наступающим на Берлин французским корпусам. Однако, историк Багданович скептически оценивал возможности Бюлова. К радости защитников Прусской столицы в ситуацию вмешался случай: на марше Ней узнал из бреславльской газеты о приближении корпуса Барклай-де-Толли к Лузации. По совету генерала Жомини Ней изменил маршрут следования и повернул к Бауцену. Корпус Удино (20 000 чел.) после сражения при Бауцене был оставлен в тылу армии Наполеона. 2 июня корпус Удино двинулся из Хоейрсверде к Лукау. Удино не решился идти прямо на Берлин, оставив в тылу союзный корпус. Он решил отбросить вправо Бюлова. Тем временем, Бюлов решил опередить Удино и пятью колоннами из Котбуса двинулся к Лукау. Бюлов опередил Удино. Рано утром 4 июня союзные войска заняли оборону в предместье Лукау. В 10 утра к Лукау подошли части Удино. Состоялось боестолкновение двух корпусов. Бюлову сопутствовала удача. К 5 вечера французы были отброшены от города. Поражение войск Удино при Лукау «спасло столицу Пруссии и покрыло славой союзные войска, сражавшиеся 11 часов против равносильного неприятеля без содействия артиллерии».

### Первое генеральное сражение при Лютцене
25 апреля 1813 года Наполеон начал наступление армией силой в 120 тыс. пехоты, 8 тыс.  кавалерии с 250 орудиями на Веймар из района сосредоточения у Эрфурта. Он решил немедленно атаковать союзную русско-прусскую армию, которая постоянно усиливалась и угрожала развалу  Рейнского союза. 30 апреля Наполеон занял Вайсенфельс. Проведя несколько рекогносцировок, Наполеон убедился, что главные силы союзной армии находятся на верхнем Эльстере между Лейпцигом и Богемскими горами.  Согласно исследованию историка Богдановича, союзная армия занимала следующую позицию:  русский корпус Винценгероде (5 тыс. кавалерии и 8700 пехоты)  в качестве авангарда находился у Лютцена, выдвинув отряд Ланского к  Вайсенфельсу; основные силы Блюхера (25 тыс. человек) находились у  Борны;  войска Главной армии (18 тыс. человек) при Главной квартире находились у Фробурга и часть резервов у Корена; корпуса Берга (7450 человек) и Йорка (10 тыс. человек) перешли из  Шкойдиц к Цвенкау;  корпус Клейста (6 тыс. человек)  отошёл  к Лейпцигу; войска  Милорадовича (12 тыс. человек) перешли на левый фланг союзной армии к Альтенбургу; войска Бюлова и Борстеля (15  тыс. человек)  были оставлены на правом берегу Эльбы для охраны путей на Берлин.  Учитывая обстановку,  Наполеон  решил соединить свои силы с войсками вице-короля Э. де Богарне (40 тыс. человек) у Лейпцига, обойти союзную армию с правого фланга и отбросить её к Богемским горам.  С целью реализации замысла Наполеон направил войска вице-короля из  Мерзебурга  на Маркранштедт.  Третий корпус  Нея (40 тыс. человек) — по большой лютценской дороге, которая пролегала через селение Риппах. За третьим корпусом следовала гвардия (12 тыс. человек, 4 тыс. кавалерии), корпуса Мармона (25 тыс. человек) Бертрана (22 тыс. человек) и Удино (25 тыс. человек).  В авангарде Нея шла дивизия генерала  Суама. Утром 1 мая 1813 года состоялось боестолкновение дивизии Суама с передовым отрядом корпуса Винценгероде под командованием  Ланского у селения Риппах. Под давлением превосходящих сил противника кавалерия Ланского отступила в полном порядке.  
Богдановича писал, что политические обстоятельства диктовали союзному командованию также «неотлагательно» атаковать неприятеля «на левом берегу Эльбы».  Атака 1 мая была бы реальной в случае концентрации достаточных сил на Эльстере. Однако, резервы  в тот момент двигались от Корена и Фробурга к 
Лобштедту  и «не могли соединиться с главными силами союзной армии, принять участие в деле прежде 2 мая».
В ночь с 1 по 2 мая в городе Лютцен разместились Главная квартира Наполеона и Гвардия. Корпус Нея занял  Гроссгёршен, Кляйнгёршен и две деревни Каю и Рану.   Мармон находился у Позерне.  Бертран был на подходе к  Позерне, Удино — к Наумбургу со стороны Йены.
План действий в сражении при Лютцене объединённой армии был разработан Дибичем и одобрен Главным штабом. Суть замысла: утром 2 мая осуществить внезапную атаку с целью уничтожения передовых корпусов французов на марше, когда они были растянуты, не дожидаясь подхода основных сил. Однако, исполнение задуманного было осложнено заменой офицеров Главного штаба, на вновь назначенных, новым главнокомандующим русско-прусской армии — генералом П. Х. Витгенштейном. Кутузов скончался 28 апреля в Бунцлау. Планы передвижения войсковых частей в ночное время были не точно согласованны: колонны стали «натыкаться одна на другую». Первая линия союзных войск оказалась на месте не в 6 часов утра, а только «через пять часов после намеченного срока». Сражение разгорелось у деревень Гроссгёршен и Штарзидель. Ней расположил пять дивизий в «рассыпном порядке» без мер предосторожности. Первая атака Г. Л. Блюхера застала Нея врасплох. Однако, планирование операций и рекогносцировка офицерами штаба русско-прусской армии была проведена не лучшим образом: корпус Мармона был размещён таким образом, чтобы оказать поддержку Нею, «из-за волнообразной, распаханной земли из Главного штаба коалиции не было возможности видеть то, что находилось за ближайшей возвышенностью, где располагались позиции противника». Корпус Милорадовича так и не вступил в бой, хотя находился в нескольких километрах от места сражения. Превосходство в кавалерии не дало союзной армии преимущества. Основная тяжесть сражения выпала на прусскую пехоту, которая «продемонстрировала выдающуюся отвагу». Русские подошли ей на помощь далеко за полдень. Сдерживая угрозу на правом фланге сил коалиции, русские части корпуса Евгения Вюртембергского понесли большие потери. Солдатам Нея и Мармона удалось сдержать атаки союзных сил и дождаться подхода остальных корпусов армии Наполеона. Наполеону удалось «обойти русско-прусские войска с флангов». Подавляющее численное превосходство противника вынудило союзною армию начать отступление. По мнению Клаузевица, сражение под Лютценом не стало «серьёзным поражением» русско-прусской армии. Однако, итог битвы мог быть другим, «если бы в распоряжении сторон оказалось ещё пару часов светового дня».

### Второе генеральное сражение при Бауцене
После сражения при Люцене русско-прусская объединённая армия, благодаря продуманным действиям арьергардов, спокойно отходила к Эльбе. 8 мая французы заняли Дрезден. Командующий русско-прусской объединённой армией Витгенштейн отказался от намерения защищать линию на Эльбе и к 12 мая отвёл союзную армию за Шпрее к креквицким (бауценским) высотам. 18 мая в Главную квартиру поступило донесение о приближении к Хоейрсверде корпуса Лористона — авангарда армии Нея (60 000). В ночь на 19 мая войска Барклая-де-Толли (около 24 000) выдвинулись навстречу противнику к Кёнигсварте. Геройские действия Барклая при Кёнигсварте и Йорка при Вайсиге позволили существенно ослабить корпус Лористона и задержать продвижение Нея к Бауцену. Однако, задача по разгрому вражеской группировки, в виду её подавляющего численного превосходства, не была выполнена. Удалось выявить задуманный Наполеоном манёвр — окружение войсками Нея правого фланга армии Витгенштейна, а также уязвимость самой позиции союзных войск. Тем не менее, Александр I и Фридрих Вильгельм III, несмотря на угрозу, решили не отводить армию и дать Наполеону сражение при Бауцене, чтобы «не показаться в глазах Австрии слишком слабыми».
Позиция русско-прусской армии имела выгодное расположение: «прикрывалась» рекой Шпреей и лежала на высотах правого берега . Однако, имела много слабых мест: пересекалась «овражистой долиной ручья Блезауэр и была покрыта высотами, лощинами, озёрами». План действий русско-прусской армии предусматривал исключительно «пассивную оборону»: отражение ударов неприятеля и его ослабление.
Напротив, Наполеон планировал искусным манёвром: ложной атакой отвлечь резервы союзников на их левый фланг, а затем, «фронтальной атакой в сочетании с глубоким обходом» правого фланга силами маршала Нея «окружить и разгромить русско-прусскую армию».
20 мая 1813 года Наполеон приступил к реализации плана. Удино энергичным наступлением на левый фланг союзных войск к 6 вечера овладел Мильтейером и Куницем и через Долен стал угрожать выходом в тыл союзной армии. Император Александр приказал ликвидировать прорыв и направить из главного резерва армии (командующий резервом великий князь Константин Павлович) две дивизии (пехотную и конную). Витгенштейн и его начальник штаба Довре были решительно против использования резерва, убеждая императора в «притворной» атаке Наполеона на левый фланг. К 10 часам вечера Удино был отброшен к Бинневицу. Передовые части Нея к вечеру 20 мая после упорного боя с авангардом Чаплица войск Барклай де Толли заняли Кликс. Наполеону удалось форсировать реку, устроить переправу и привлечь часть резервов союзной армии к их левому флангу. К ночи сражение утихло. Русские генералы считали «невыгодным» продолжать сражение. Однако, Александр решил уступить прусским генералам и продолжить «оборонительное сражение». Утром 21 мая Удино и Макдональд возобновили давление на левый фланг союзной армии. Удино вновь овладел Мильтейером, Куницем и «двинулся на Рахау». Император Александр, несмотря на протесты Витгенштейна, повторно приказал «спешно» отправить из главного резерва 12 батальонов гренадер на левый фланг. Повторно французы были отброшены на равнину. Удино запросил у Наполеона подкрепления. Однако, получил отказ со словами: «в 3 часа сражение будет выиграно». Удино вёл атаку с особой энергией и не знал о её «притворности». Наполеон провёл образцовую демонстрацию ложной атаки левого фланга, важного в «глазах союзных монархов соседством с Австрией», вынудил Александра израсходовать значительную часть главного резерва. В 9 часов утра Ней получил приказ Наполеона — направить все свои войска на колокольню селения Гохкирхен с тем, чтобы отрезать путь отступления союзной армии. Войска Барклая, атакованные «в пять раз сильнейшим противником», вынуждены были «шаг за шагом» отступить к Баруту в сторону Ракеля. В 11 часов части Нея заняли Прейтиц. Однако, подошедшая прусская бригада Рёдера из резерва Блюхера-Клейста выбила дивизию генерал  Суама (часть сил Нея) из Прейтиц и отбросила к Глейну. Узнав о неудаче Нея, Наполеон в 1 час дня приказал возобновить давление на Креквицкие высоты. Войска Блюхера вынуждены были отойти к Пуршвицу. Ней, дождавшись корпус Ренье, потеснил Барклая и вновь овладел Прейтицом, угрожая тылу Блюхера. В этой ситуации, по предложению прусского генерала Кнезебека, союзные монархи решили прервать сражение и начать отступление. Ней не выполнил приказ Наполеона. Он двинулся не в сторону Вуршена и далее на колокольню селения Гохкирхен, а в сторону Кляйн-Бауцен и Пуршвиц.
 Ней не в силах был расстроить правый фланг союзной армии или препятствовать её отступлению.
Исход сражения при Бауцене «стал большим разочарованием» для Наполеона. Он всего лишь оттеснил противника вдоль линии отступления, потеряв 18 000 человек против 12 000 в рядах русско-прусской армии.

### Арьергардные сражения
21 мая в 4 часа по полудню союзная армия начала отступление, которое было произведено организованно, уступами, тремя колоннами. Правая колона Барклай де Толли и части Клейста отступили на Гредницкие высоты для сдерживания французов пока средняя колонна войск Блюхера и резерв под дополнительным прикрытием трёх батарей у Литтена не миновала Вюршен. Далее Барклай, выполнив задачу прикрытия, отступил к Вайсенбергу. В то же время под прикрытием батарей у Литтена находились части Ермолова. По приказу Блюхера подразделения Йорка заменили войска Ермолова, заняли Литтен и находились там до полного отступления частей Ермолова и артиллерии. Последовательные действия русско-прусских арьергардов составляли основу тактики сдерживания Наполеона. Барон фон Оделебен, саксонский офицер в штабе Наполеона, наблюдал следующее:
«провели отступление, которое может считаться тактическим шедевром»… хотя линии союзников были смяты по центру, французам так и не удалось ни отрезать часть армии противника, ни захватить неприятельскую артиллерию.
Сопротивление арьергардами под командованием Милорадовича, Ермолова, Евгения Вюртембергского, Блюхера, Йорка, проводимое организованно и хладнокровно, заставило армию Наполеона преследовать русско-прусскую армию «черепашьими шагами», изматывая её и причиняя значительный урон в живой силе.
Спустя четыре дня после сражения при Бауцене, прусская кавалерия при Хайнау устроила засаду французскому авангарду генерала Мезона и «наголову его разбила».
 Перед Наполеоном предстала кавалерия союзников, сильно превосходящая его собственную, и невозмутимые русские арьергарды, подобные тем, что он преследовал в предыдущем году до самой Москвы … Наполеон не был бы человеком, если бы не содрогнулся при мысли о том, что ему придется возобновить ту же игру в мае 1813 г..

## Итоги боевых действий объединённой армии
2 мая 1813 года Барклай-де-Толли сменил графа Витгенштейна на посту главнокомандующего объединённой русско-прусской армии. Сражения, имевшие место в Саксонии, задержали наступление Наполеона и выиграли время для принятия Австрией решения о присоединении к коалиции. Ресурсы Пруссии и Австрии оказались недосягаемы для Наполеона. Армия Наполеона совершенно расстроилась, солдаты утомились от непрерывных безрезультатных боев. Снабжение французских войск было неудовлетворительным. Войска были истощены, число заболевших резко возросло. Необходимо было привести в порядок кавалерию. 4 июня 1813 года Наполеон дал указание доверенному лицу маркизу де Коленкуру подписать соглашение о перемирии. Со стороны союзной армии соглашение подписали уполномоченные Барклаем-де-Толли офицеры, граф Шувалов и генерал-лейтенант Клейст. Соглашением о перемирии была определена линия демаркации, за которую войска должны были быть отведены к 12 июня. Созданы нейтральные зоны шириной от 3 до 5 миль. Линия демаркации пролегала от богемской границы через Lahn до Нейкирха, далее по реке Кацбах до устья с Одером и далее до границы Саксонии, и далее по границе до Эльбы и вниз по течению этой реки .
Силы объединённой русско-прусской армии оставили Гамбург, а войска Наполеона — Бреслау, занятый ими 1 июня. Почти вся Саксония должна была находиться под контролем французов, а вся Пруссия под контролем объединённой русско-прусской армии. Осаждённые французские гарнизоны, в крепостях Данциг, Модлин, Замосць, Штеттин и Кюстрин должны были каждые 5 дней снабжаться продовольствием противостоящими войсками. Вокруг осаждённых городов были созданы нейтральные зоны шириной около 4 вёрст. Однако, договорённость «о снабжении продовольствием» односторонне была нарушена русско-прусской стороной. Поводом послужили действия Наполеона в отношении отряда Лютцова.
Получив донесение об уничтожении отряда Лютцова, Наполеон повелел под строжайшим присмотром доставить пленных в савойские крепости. Защитники независимости Германии были скованы попарно, как каторжные, и направлены «усиленным маршем» в Савойю. По предложению генерала Гнейзенау возмездием за гибель отряда и жестокое обращению с пленными стало прекращение снабжения продовольствием гарнизонов крепостей, окружённых союзной армией. В дальнейшем возмездие привело к быстрому падению упомянутых французских гарнизонов.

### Перемирие
Многие прусские и русские офицеры были неприятно «поражены» известием о перемирии. В этот день (4 июня 1813 года) прусские войска Бюлова с участием русских полков при Лукау отразили наступление 25-тысячного корпуса Удино на Берлин .
Крупные силы русских под командованием Чернышева и Воронцова были близки к захвату Лейпцига с обширными складами в глубоком тылу французской армии.
Считали, что армия готова к третьему сражению: после отступления в Силезию она существенно усилилась прусскими рекрутами, а также русским корпусом Остен-Сакена. Напротив, армия Наполеона после Бауцена понесла значительные потери и была ослаблена. Однако, Барклай де Толли считал, что полученное «усиление» армии не меняло соотношение сил. Необходимо было не допустить генерального сражения, сохранить союзную армию. Армия нуждалась в реорганизации, отдыхе, пополнении резервами. Кроме того, перерыв был необходим для налаживания снабжения: устройства магазинов от Вислы до Эльбы, решения проблем с финансированием. Необходимо было путём переговоров убедить «Венский двор возможно скорее присоединиться к общему делу» — борьбе с Наполеоном. В «течение следующих двух с половиной месяцев высшая европейская дипломатия сосредоточилась на небольшой территории между ставкой Наполеона в Дрездене» и главным штабом коалиции в Рейхенбахе. 14 и 15 июня были подписаны два трактата о субсидиях. Согласно первому трактату, Англия обязалась уплатить Пруссии 666.666 фунтов стерлингов на содержание 80-тысячной армии в течение второго полугодия 1813 года. В случае победы союзной армии, Король Великобритании обязался признать границы Пруссии по состоянию на 1806 год. В свою очередь, Король Пруссии обязался уступить в пользу Ганновера Гильдесгеймское епископство. Согласно второму трактату:
1.	До 1 января 1814 года Англия должна была выплатить России 1 333 334 фунтов стерлингов на содержание 160-тысячной армии и 500 000 фунтов  стерлингов на содержание русского флота, находившегося в гаванях Англии.
2.	Стороны обязались выпустить ассигнации на сумму 5 000 000 фунтов  стерлингов «федеративные деньги», гарантированных Англией, Россией и Пруссией. 2/3 суммы выделялось России, 1/3 суммы — Пруссии.
3.	В случае присоединения Австрии к коалиции, Англия обязалась выплатить последней 1 000 000 фунтов стерлингов.
Предполагалось, что перемирие будет действовать до 20 июля. 27 июня в Райхенбахе была подписана секретная конвенция между Австрией, Россией и Пруссией. Согласно конвенции, Австрия обязалась присоединиться к коалиции и объявить войну Франции, если до 20 июля 1813 года (дата прекращения перемирия) Наполеон не согласится на выдвинутые союзниками 4 условия:
1. передать коалиции герцогство Варшавское;
2. увеличить владения Пруссии: передать Данциг и часть территории герцогства Варшавского вследствие его раздела. Вывести французские войска из крепостей на прусской и польской территориях;
3. Иллирию передать Австрии;
4. отказаться от ганзейских городов и прибрежных территорий Северного моря.

28 июня в Дрездене Меттерних предъявил Наполеону условия, выработанные в Рейхенбахе 27 июня. Наполеон согласился продлить перемирие до 10 августа 1813 года и провести мирные переговоры на конгрессе в Праге при посредничестве Австрии.
На конгрессе 7 августа русско-прусская сторона выдвинула новые требования французской, существенно дополнив рейхенбахские условия. Однако, «Наполеона подвела его пагубная самонадеянность»: «если бы он немедленно принял новые требования, то война была-бы окончена». Он был уверен, что Австрия тотчас не решится принять сторону неприятеля по истечении перемирия. 12 августа Меттерних направил ноту об объявлении войны французскому послу при Венском дворе графу Нарбонну. Образовалась более мощная коалиция европейских держав в войне против Наполеона. С момента присоединения Швеции и Австрии к коалиции объединённая русско-прусская армия перестала существовать.
В процессе перемирия был разработан план совместных действий войск коалиции в обновлённом составе на осеннюю кампанию 1813 года.